# S.O.S./Wake me up
「S.O.S./Wake me up」（エスオーエス ウェイクミーアップ）は、WEAVERの7枚目のシングル。2016年10月19日にA-Sketchから発売された。

## 解説
本作の表題曲である「S.O.S」はテレビアニメ『うどんの国の金色毛鞠』オープニングテーマである。初回限定盤にはDVD『WEAVER 11th Additional TOUR 2016「Walk on the Night Rainbow」at 松山W studio RED』 の模様を7曲が収録されている。

## 収録内容

### CD
1. S.O.S.
  - アニメ『うどんの国の金色毛鞠』オープニングテーマ。
2. Wake me up
3. AMI

### DVD
1. You
2. アーティスト
3. Hard to say I love you 〜言い出せなくて〜 (ver.R&B)
4. マーメイド
5. 希望の灯
6. サマーチューン
7. Wake me up